# くるっと・まわって・いっかいてん/ダンシング・シスター
- ケロロ軍曹 > ケロロ軍曹 (アニメ) > くるっと・まわって・いっかいてん
- めざましテレビ > めざましどようび > ダンシング・シスター

「くるっと・まわって・いっかいてん/ダンシング・シスター」は、キグルミのシングル。2007年5月30日にビクターエンタテインメントから発売された。

## 概要
「くるっと・まわって・いっかいてん」は、テレビ東京系のアニメ番組『ケロロ軍曹』の9代目エンディングテーマ、「ダンシング・シスター」は、フジテレビ系『めざましどようび』の2007年4月7日 - 6月30日までのテーマソングで、英姉妹グループ・ノーランズの大ヒット曲「ダンシング・シスター」 (I'm in the Mood for Dancing) をカバー。
異なる番組のテーマソングを「両A面マキシ」でリリースするという珍しいケースである。

## 収録曲
1. くるっと・まわって・いっかいてん [2:46]
作詞：里乃塚玲央／作曲・編曲：川嶋可能
2. ダンシング・シスター [4:00]
作詞・作曲：Ben Findon、Mike Myers、Bob Puzey／訳詞：ゆうまお／編曲：中島靖雄
3. くるっと・まわって・いっかいてん（カラオケ） [2:46]
4. ダンシング・シスター（カラオケ） [3:59]

## 初回盤特典
「初回盤」の特典はテーマにより異なり、「ケロロ軍曹BOX」では「ケロロ小隊くるっとスタンプ」が付き、「めざましどようびBOX」では、「どようめざましくんローラースタンプ」が付く。収録曲は同一である。

## プロモーションビデオ
前作の「たらこ・たらこ・たらこ」ではCDに収録されていたが（「たらこ・たらこ・たらこ クリスマス」はDVDに収録）、今回の「ダンシング・シスター」では収録されていない。
当初「ビクターエンタテインメント」内の「『くるっと・まわって・いっかいてん/ダンシング・シスター』スペシャルサイト」でのみ視聴可能であったが（期間限定公開）、「MSNミュージック」などの音楽サイトでも配信されている。

## 収録アルバム
| 曲名                             | 収録アルバム                                      | 発売日        | 規格品番   |
| -------------------------------- | ------------------------------------------------- | ------------- | ---------- |
| くるっと・まわって・いっかいてん | 『キグルミ』                                      | 2007年9月19日 | VICL-62535 |
| くるっと・まわって・いっかいてん | 『キグルミのこどものうた』                        | 2008年7月9日  | VICL-62869 |
| くるっと・まわって・いっかいてん | 『ケロロソング、(そこそこ)全部入りであります! 3』 | 2009年3月25日 | VTCL-60024 |
| ダンシング・シスター             | 『キグルミ』                                      | 2007年9月19日 | VICL-62535 |